# Georg von Alten (1846–1912)
Georg Karl Friedrich Viktor von Alten, född den 23 april 1846 i Potsdam, död den 28 april 1912 i Berlin, var en tysk militär och militärhistoriker.
von Alten blev officer vid ett infanteriregemente 1863, deltog med utmärkelse i 1866 och 1870–1871 års krig, blev 1875 generalstabsofficer, 1894 överste och regementschef samt befordrades 1899 till generallöjtnant och chef för 2:a infanterifördelningen. Han erhöll avsked 1901. Bland hans arbeten märks Kriegskunst in Aufgaben (2 delar, 1902 och 1904) och Die Bedeutung der mechanischen Zugkraft auf der Landstrasse für die Heerführung (1907), där han på ett framsynt sätt behandlade frågan om de moderna transportmedlens betydelse för krigföringen. von Alten var redaktör för de 5 första banden av Handbuch für Heer und Flotte (7 band och 1 band kartor, 1909–1914), en av fackmän högt uppskattad encyklopedi.